# Станнид трилантана
Станнид трилантана — бинарное интерметаллическое неорганическое соединение
лантана и олова
с формулой La3Sn,
кристаллы.

## Получение
- Сплавление стехиометрических количеств чистых веществ:

{\displaystyle {\mathsf {3La+Sn\ {\xrightarrow {1147^{o}C}}\ La_{3}Sn}}}

## Физические свойства
Станнид трилантана образует кристаллы
кубической сингонии,
пространственная группа P m3m,
параметры ячейки a = 0,5125 нм, Z = 1
структура типа тримедьзолота AuCu3
.
При температуре 6,2 К переходит в сверхпроводящее состояние .